# Sigge Lindberg

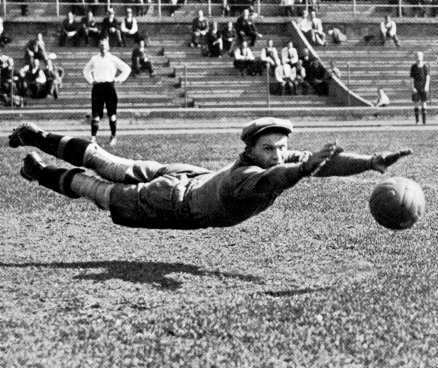
Sigge Lindberg i full aktion

Sigfrid "Sigge" Oscar Lindberg, född 26 mars 1897 i Helsingborg, död där 4 januari 1977, var en svensk fotbollsmålvakt som bland annat spelade 50 matcher för det svenska landslaget under 1920- och 1930-talen.
Sigge Lindberg blev 1921 medlem Hälsingborgs IF, och från dess och fram till 1931 lagets förstemålvakt. Under hans tid som målvakt i laget blev HIF allsvenska seriesegrare 1928/1929 och 1929/1930. Han deltog även 1921–1930 i landslagsmatcher för Sverige. 1924 blev han bronsmedaljör i fotboll vid Olympiska sommarspelen i Paris 1924. Efter OS blev han vald till bästa målvakt tillsammans med Ricardo Zamora. På kontinenten fick Sigge epitetet Nordens Zamora. Vid sin sista landslagsmatch mot Österrike i Wien 1930 tilldelades Lindberg österrikiska fotbollsförbundets guldmedalj. Sigge blev den första svensk att tilldelas Stora grabbars märke; han blev även Sveriges första stora fotbollsidol. Sina år som fotbollsspelare beskrev han i Mitt liv mellan stolparna (1932).
Sammanlagt blev det hela 376 matcher i Hälsingborgs IF.
Söndagen den 21 maj 1922 spelade HIF mot Arsenal inför 3 300 åskådare, nytt publikrekord för klubbfotboll på Olympia. Arsenal var ett fullfjädrat proffslag och det enda egentliga intresset handlade om hur många mål engelsmännen ska göra. Spelet var inte mycket att orda om, och Arsenal vann till slut bara med 1-0, tack vare Sigge Lindbergs fenomenala målvaktsspel. Sigge Lindberg tog bland annat en straff slagen av Smith.
Han nobbade ett proffserbjudande från Arsenal 1922 som löd på 5 000 kronor. Han valde tryggheten som svetsare på AB Plåtförädling istället. Men för dubbla summan hade historien kunnat vara en annan.

## Meriter

### I landslag
Sverige
- OS-brons (1): 1924
- 50 landskamper, 0 mål

### I klubblag
Hälsingborgs IF
- Allsvensk seriesegrare (2): 1928/29, 1929/30 (Ej SM-status på Allsvenskan under åren 1925–1930)

### Individuellt
- Mottagare av Stora grabbars märke, 1926 [3]
- Medlem i SFS Hall of Fame nr 14